# Leptogaster stackelbergi
Leptogaster stackelbergi là một loài ruồi trong họ Asilidae. Leptogaster stackelbergi được Lehr miêu tả năm 1961. Loài này phân bố ở vùng Cổ Bắc giới.